# 魏亞特
魏亚特爵士VC KBE CB CMG DSO（1880年5月5日—1963年6月5日），英国陆军中将，参加过第二次布尔战争、第一次世界大战、第二次世界大战，获维多利亚十字勋章。曾作為英國首相丘吉爾私人代表，在1943年10月～1946年10月派駐中華民國，以蒙巴頓將軍與史迪威將軍下屬身份，長駐中國戰區司令部內，負責協調東南亞戰區與中國戰區間在中緬印戰區中的聯絡工作、協調軍事合作，獲國民政府頒大綬卿雲勳章。在战争中受过八次重伤和无数轻伤，被子弹射穿过头骨、脸部、耳朵、腹部、臀部、大腿和脚踝，失去了左眼和左手。

## 生平

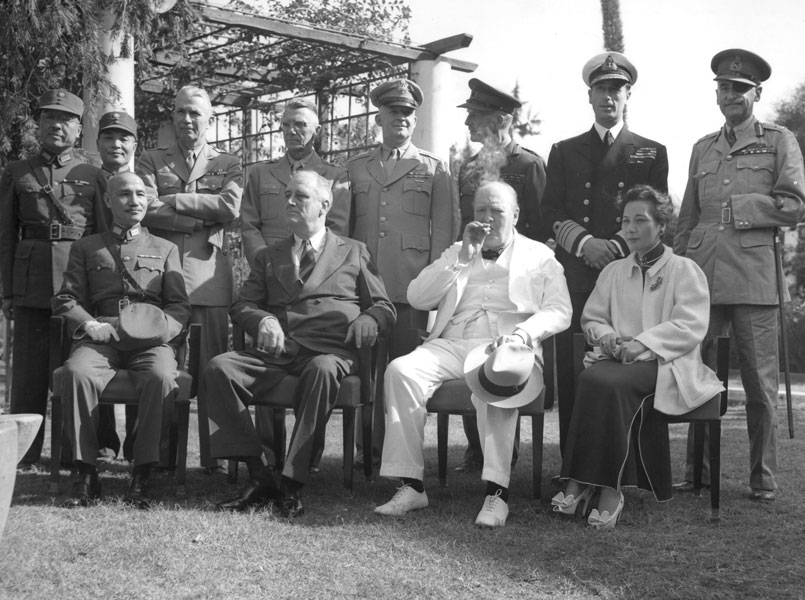
前排依序：中華民國國民政府軍事委員會委員長蔣中正、美國總統富兰克林·德拉诺·罗斯福、英國首相温斯顿·丘吉尔、中華民國第一夫人宋美齡。後排依序：中國的商震與林蔚；美國的布里恩·薩默維爾、約瑟夫·史迪威、亨利·阿諾德；與英國的約翰·迪爾、路易斯·蒙巴頓、魏亞特，攝於1943年11月25日（這張是三國與會將領，也就是軍服組的合照。另有一張三國與會外交文官，也就是西服組的合照）

1880年，出生于比利时的贵族家庭。1899年，赴南非加入了英国陆军，参加第二次布尔战争。1914年，参加第一次世界大战。1915年，被授予英国维多利亚十字勋章。1940年，奉命出山，参加第二次世界大战，曾出席开罗会议。1947年，退休。1963年，去世。
少時經歷
1886年，他神秘的母親去世，父親帶着他搬到了埃及開羅，父親成為了當地的法官，而6歲的小魏亞特在當地能用流利的英文、法文和阿拉伯文的髒話罵人，幾年後，魏亞特養了一頭驢，每天騎着牠在街上用髒話罵人，惹怒開羅的孩子，但魏亞特有如每天上班一樣與開羅的孩子們打架。
他的父親非常擔心魏亞特的教養，於1891年把它送去寄宿制的貴族學校讀書，在那裏，魏亞特迅速成為了運動健將，當上了板球隊和足球隊隊長。但他的父親想他好好讀書，安排他去牛津大學貝利奧爾學院讀書。但他只顧玩樂，入學後第一次考試不合格，三週後他去補考，但他堅持騎馬去學校補考，然後墮馬受傷進醫院，錯過了考試。成為他有記載以來的第一次受傷。
第二次布爾戰爭
1899年，第二次布爾戰爭爆發，19歲的魏亞特打算參軍，但他國籍是比利時，並且未到被徵召的年齡。但他偽造了自己的資料去參加英國軍隊，聲稱自己能開槍，曾經服役。結果徵兵官接納了他參軍要求，把它分到了佩爾蒂步兵團。
到了南非，連長不讓他上前線，而是叫他去捉草原上的野馬。過了幾天他就因為水土不服發高燒，被送到了奧蘭治河的醫院。但一周以後，魏亞特聽說河對面就是布爾人的防線，他決定在夜裏渡河，用事實證明自己能上前線。
當晚魏亞特的確偷渡過去了，但布爾狙擊手對他開了兩槍，第一發子彈打穿了他的胃，第二發打爆了他的睪丸，被送到醫院救治，長官將它踢回了英國。
他的父親回了英國，嚴厲譴責了魏亞特的行為，但最後同意了他繼續當兵，動用私人關係把它送去約翰內斯堡輕騎兵團。半年後，他在毫無軍功的情況下晉升少尉，在1902年被調往印度。1904年，魏亞特重回南非，成為了南非總司令中尉副官。
結婚及第一次世界大戰
1908年，魏亞特在沒有見過對方的情況下與弗里德里克伯爵夫人結婚，這位夫人的父親是符騰堡王子，母親則是奧地利公主。當時人們非常震驚，甚至懷疑他是利奧波德二世的私生子，因為只有這樣才能解釋他莫名其妙的升遷和婚姻。
1913年，魏亞特的父親破產，並把它送到了在索馬利亞的博福特公爵當副官，但他直接加入了索馬里蘭駱駝軍團，並且帶領衝鋒，結果被打傷了左耳和左眼。
當他完成療養時已經是1915年2月，第一次世界大戰已經爆發，由於英軍缺人，他被授權指揮一個步兵營，在第二次伊普爾戰役的時候，他的左手中了德軍兩顆步槍子彈，魏亞特掉頭回營地時，陣地裏的英軍以為是敵軍而對他們開槍，魏亞特的左手又中彈。被送到醫院治理。而他又不滿軍醫爭吵如何治療自己，在他們想好辦法前徒手拉斷自己受傷的手指，從此失去左手。被送去英國養傷。
1916年7月，魏亞特養好傷，前往參加索姆河戰役，然後被一槍爆頭，回國療養。
1916年11月，他回到索姆河前線三天後，被德軍打穿腳踝，回國療養。
1917年2月，他回到前線參加第三次伊普爾戰役，到達陣地兩小時後被德軍打中屁股，回國療養。
1917年3月，他穿越康布雷時，膝蓋被德軍打穿，病假延期。
1917年6月，他在法國前線行軍時，耳朵被子彈擊中
1918年11月，魏亞特晉升准將，同時德國投降，一戰結束。

## 作品
- 《Happy Odyssey: The Memoirs of Lieutenant-General Sir Adrian Carton de Wiart》